# Organización de Estados Centroamericanos
La Organización de Estados Centroamericanos (ODECA), fue un organismo centroamericano creado el 14 de octubre de 1951 por los países de Costa Rica, El Salvador, Guatemala, Honduras y Nicaragua para promover la cooperación de gobiernos y llegar a tratados económicos. 
El órgano supremo fue la Conferencia de jefes de Estado y la secretaria general mantuvo su sede en la ciudad de San Salvador. En 1960 la ODECA creó el Mercado Común Centroamericano (MCCA) con el objetivo de establecer una unión aduanera e integración económica. La carta fundacional de San Salvador fue sustituida por una nueva carta de la ODECA firmada en 1962 y ratificada en 1965.      
El 13 de diciembre de 1991 la organización capitula y es sustituida por el Sistema de la Integración Centroamericana (SICA).  

## Historia

### Origen
La ODECA fue una iniciativa propuesta tanto de Salvadoreños como de Guatemaltecos para buscar la cooperación política y formar un organismo regional con el objetivo de establecer una integración del mercado centroamericano. 

Ministros centroamericanos en ODECA, 1951.

La ODECA nació a raíz de la firma de ''la Carta de San Salvador'' el 14 de octubre de 1951. Con ayuda de la CEPAL, se planteó un enfoque totalmente novedoso para fomentar los vínculos centroamericanos, basado en la integración económica regional, el cual contrastaba con el enfoque político de la integración y con las limitadas iniciativas planteadas hasta entonces en el campo económico de la región. De hecho, ya en 1951 después de la creación de la ODECA, se tomó la decisión de avanzar hacia la integración económica regional.   
A partir de 1954 la institución propició facilidades de tránsito de personas, de intercambios culturales, y lo más significativo, por medio de su Consejo Económico y Social, dio origen en los años 60 el Tratado de Integración Económica Centroamericano y al MCCA.   
Durante la década de los años 1950 se crean instituciones para los estados miembros: destacan el Instituto Centroamericano de Investigación y Tecnología Industrial (ICAITI), Organización Internacional Regional de Sanidad Agropecuaria (OIRSA) y el Instituto Centroamericano de Administración Pública (ICAP).   
En 1952 Se funda el Comité de Cooperación Económica del Istmo Centroamericano, para 1954 inicia la aplicación de la Nomenclatura Unificada Centroamericana (NAUCA).   
En 1957 la institución propició la celebración del primer seminario de integración económica, que se considera el antecedente directo del ''Tratado Multilateral de Libre Comercio'' firmado en 1958 y del ''Régimen de Industrias Centroamericanas de Integración'' firmado en el mismo año. La organización auspició todas las iniciativas tendientes al desarrollo de modelos de productividad y competitividad de la industria, agricultura, agroindustria y atracción de inversiones regionales. También ha marcado la pauta en lo que se refiere a la implementación de un esquema de libre comercio regional, de modo que su incidencia fue fuerte en el ámbito de la integración regional.     
Se logró establecer en el año 1958 la supresión de visas para todas las personas que se desplazaran dentro de la región. Desde un inicio, la CEPAL fue vista con reservas por la Casa Blanca. De hecho, su participación en Tegucigalpa de la firma del Tratado Multilateral de Libre Comercio firmado en 1958 no fue bien recibida por el gobierno de Eisenhower, pues en 1960 preparó una respuesta mediante el impulso del Tratado de Asociación Económica Centroamericana suscrito en 1960, que algunos investigadores llaman “Acuerdo del Poy”. Inicialmente el acuerdo comercial solo fue firmado por Guatemala, El Salvador y Honduras. La incorporación de Costa Rica y Nicaragua se dio en 1962.     
En la década de los años sesenta, los países miembros de la ODECA firman en Managua el “Tratado General de Integración Económica Centroamericana” con su proyecto: el Mercado Común Centroamericano. Así pusieron de relieve sus dos pilares –cooperación política e integración económica– que sostuvieron el proyecto hasta la década de los setenta.    
Con la firma y la entrada en vigor del ''Tratado General de Integración Económica'' el 4 de junio de 1961, se abrió un nuevo capítulo en este campo encaminado al logro de cinco fines:   
1. El aumento del comercio intrarregional.  
2. La reducción de barreras arancelarias.   
3. La adopción del GATT como la infraestructura básica para dirigir el comercio en toda la región y con terceros.   
4. La libre movilización de personas, bienes y capitales.  
5. La adopción multilateral de, al menos, un mecanismo de pago en el ámbito regional.   
Las prioridades gubernamentales de los estados miembros se concentraron en la integración económica –consolidación de la Unión Aduanera– puestas en asegurar el Mercado Común Centroamericano. Iniciado el proceso del Mercado Común Centroamericano el 13 de diciembre de 1960, el país que más se beneficio del proyecto fueron los industriales de El Salvador. Los reclamos de grupos empresariales de los otros 4 miembros fueron evidentes. El Salvador durante esos años se convirtió en el país con mayor presencia de industrias de la región, con una oligarquía muy agresiva en los negocios.       
Con el auge de la integración económica sobre la base del libre comercio, vino el olvido de la vertiente política y social de la integración regional. Los postulados de la ODECA quedaron postergados por el vigor de las ideas relacionadas con la sustitución de importaciones y el perfeccionamiento de la Unión Aduanera Centroamericana.        
Las instituciones fundadas por ODECA en los años 60 fueron: la Secretaría de la Integración Económica Centroamericana (SIECA), el Banco Centroamericano de Integración Económica (1960) y la creación de la Unión Monetaria Centroamericana, que después pasó a ser el Consejo Monetario Centroamericano.         
Para 1961 los Bancos Centrales de Centroamérica suscriben el Acuerdo de la Cámara de Compensación Centroamericana y en 1962 se crea el Consejo Económico Centroamericano. Costa Rica se adhiere al Tratado General de Integración Económica.        
La nueva Carta de la ODECA fue suscrita y firmada el 12 de diciembre de 1962 en la Ciudad de Panamá y ratificada hasta 1965. Ubicada siempre en la línea de la cooperación y la solidaridad entre Estados centroamericanos, la carta aducía que “los cinco países de la subregión son una comunidad económico-político que aspira a la integración de Centroamérica”. A partir de 1962 –aunque fue aprobado hasta 1965– la fisonomía de la ODECA varió de forma sustancial y el sistema quedó articulado de la siguiente manera:        
- El Consejo Ejecutivo de la ODECA
- El Consejo Legislativo
- El Consejo de Defensa (CONDECA)
- El Consejo Cultural y Educativo
- Corte Centroamericana de Justicia

Del contenido de la nueva “Carta de la ODECA de 1962” se erige la base de la institucionalidad del siglo XX de la integración centroamericana. Lo que hoy es el Sistema de la Integración Centroamericana (SICA) es herencia de lo formulado en aquel documento. Se determinaron como permanentes las reuniones del Consejo de Presidentes y sus respectivos cancilleres; de nuevo se retomó la idea del Parlamento Regional –aunque su hora llegaría hasta Esquipulas I en 1987–, se renovó la Corte Centroamericana de Justicia –que entraría en vigor hasta 1990–, se estableció el Consejo Económico Centroamericano y su Consejo Monetario y hasta se dio paso a la formación del Consejo de Defensa Centroamericano.  
Constituir una unión aduanera no era cosa fácil. En primer lugar, debe haber, como mínimo, un régimen unificado de códigos arancelarios para establecer los marcos de negociación y regulación del comercio. La tarea –incluso hasta nuestros días– no ha sido posible de finalizar. Por eso, se afirma que la región posee un arancel común con excesivas perforaciones, que con suma frecuencia le llevan a prácticas de comercio desleal. Valga reiterar que detrás de la agenda en materia comercial de la ODECA, se hallaba la influencia de la Comisión Económica para América Latina (CEPAL); está claro que se buscaba instituir un modelo de sustitución de importaciones en el cual los países de la región alcanzaran un modelo de integración económica vertical.         
La industrialización por sustitución de importaciones alcanzó pocos resultados en el área centroamericana. Paulatinamente aparecieron algunas fábricas –hilados, cerveza, harina, zapatos– para satisfacer las necesidades de un reducido mercado nacional.        
La integración vertical de la industria centroamericana tuvo como fin desarrollar algunos sectores de la industria en cada país, atraer la inversión y aumentar el comercio intrarregional, pero dicho crecimiento fue lento. En promedio, el comercio y la inversión creció en la región entre 1951-1962 un 12% anual. Esto se logró a costa de onerosas cuotas de subsidios estatales, condiciones favorables del mercado internacional y de algunos flujos de inversión extranjera. Guatemala hizo producción farmacéutica,  jabones, llantas, detergentes, productos de vidrio, frutas y legumbres; El Salvador produjo abonos, suministros eléctricos, calzado de cuero y cajas de cartón; en Costa Rica, fertilizantes, llantas y agroquímicos. Nicaragua, producía aceites vegetales, resinas sintéticas e insecticidas y Honduras quedó relegada del esquema con su fuerte base de producción bananera.        
En 1969 se firma el Convenio Centroamericano sobre Equiparación de Gravámenes a la Importación y el Acuerdo del Fondo Centroamericano de Estabilización Monetaria.          
El propósito del proyecto del MCCA fue la industrialización de los países miembros de la Organización de Estados Centroamericanos (ODECA), pero dicho objetivo nunca se logró. Hoy en día los países centroamericanos cuentan con pocas industrias existentes. Durante la década de los años 1960, lejos de industrializarse los países, produjo industrias fantasmas. Se quitaron aranceles de internación que se tradujo en menos impuestos al fisco, se dieron enormes subsidios y exoneraciones de pago de impuestos a las industrias ''nuevas'' que salvo unas cuantas no valían la pena ya que eran industrias en su última etapa de fabricación que se establecieron para gozar de los privilegios fiscales. Los artesanos desaparecieron, esto se aunó a enormes problemas de intercambio para luego, en los años 70, sucediera el aumento desproporcionado del precio del petróleo y derivados, como todo, previamente concebido y buscando un evento aparente que lo justificara.           
Dos sucesos militares mostraron que la ODECA era ineficaz: la llamada “guerra del fútbol” ocurrida en 1969 entre El Salvador y Honduras en el cual la institución no salió airosa sobre el acontecimiento y fue más bien el secretario general de la OEA: Galo Plaza Lasso, quien debió intervenir para mediar y contener la guerra. La ODECA no estaba diseñada para atender este tipo de problemas y posterior al conflicto, Honduras abandonó la organización y se separó del Mercado Común Centroamericano en 1971, y el otro suceso fue el surgimiento de conflictos en las naciones centroamericanas de Guatemala, El Salvador y Nicaragua pertenecientes a la organización.   
La producción industrial presentó problemas con la desaceleración del crecimiento del sector industrial desde 1969 hasta 1979, y estancándose en los años 80 debido a los conflictos armados de la región antes mencionados. se estableció el cierre de las fronteras, la crisis en el sistema de pagos regionales, adopción de medidas unilaterales y quiebra técnica de los mecanismos de pago regionales. La organización capitula el 13 de diciembre de 1991 y es sustituida por el Sistema de la Integración Centroamericana (SICA).    

## Organización
En sus treinta y cinco disposiciones transitorias se crean cuatro Consejos: el Consejo Ejecutivo de la ODECA, el Consejo Legislativo, el Consejo de Defensa Centro Americano y el Consejo Cultural y Educativo. Además se restablece la Corte de Justicia Centro Americana y se faculta a la Conferencia de Ministros de Relaciones Exteriores de Centro América para crear los órganos subsidiarios que estimaron convenientes para el estudio de los diferentes problemas de la región.   

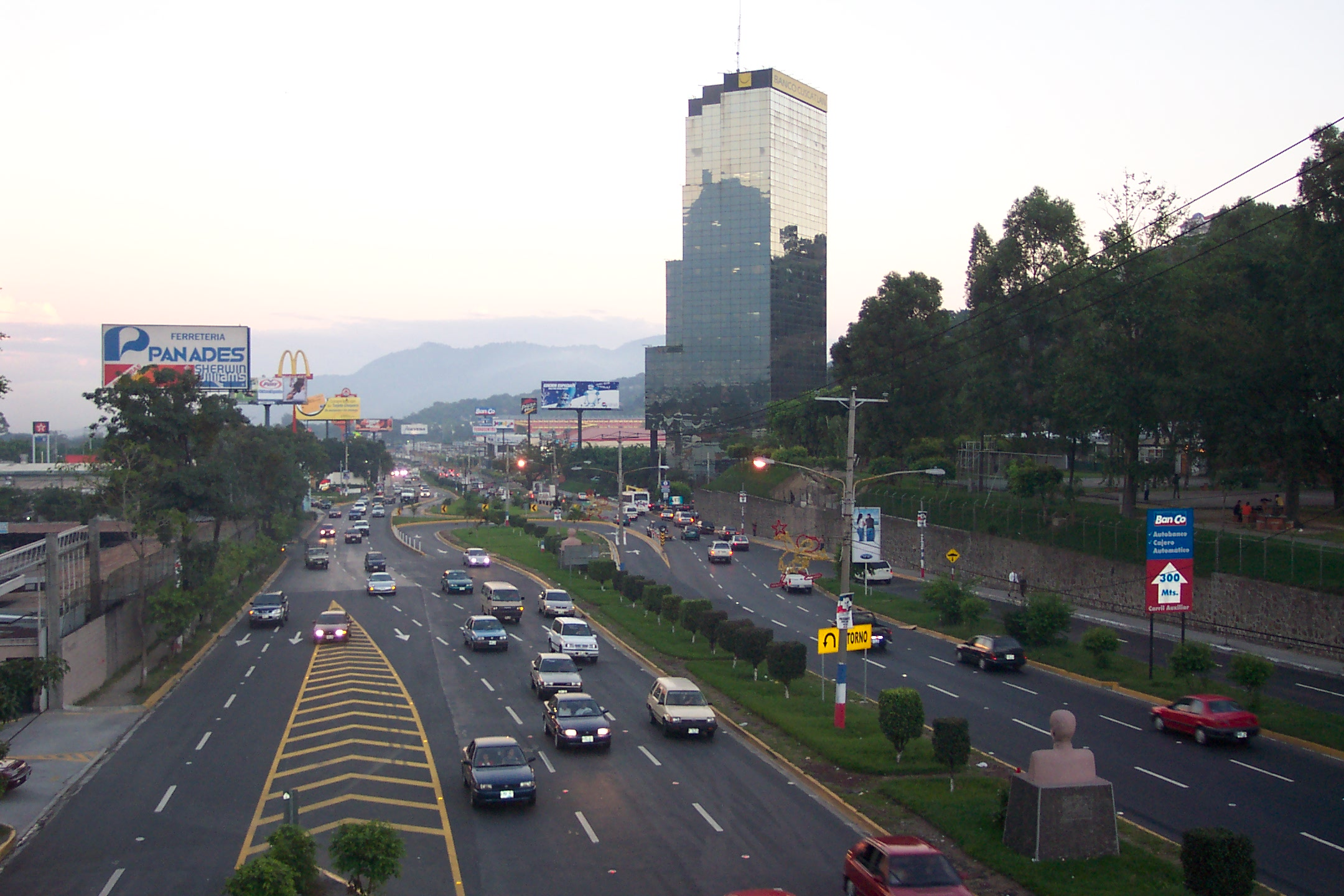
San Salvador, sede de la Organización de Estados Centroamericanos.

## Estados miembros (1951 - 1991)
| - República de Costa Rica - República de El Salvador - República de Guatemala - República de Honduras (1951 - 1971) - República de Nicaragua |